# Paraclinus naeorhegmis
Paraclinus naeorhegmis är en fiskart som beskrevs av Böhlke, 1960. Paraclinus naeorhegmis ingår i släktet Paraclinus och familjen Labrisomidae. Inga underarter finns listade i Catalogue of Life.